# Rafael Rubio Martínez
Rafael Rubio Martínez (Valencia, 14 de febrero de 1960) es un político valenciano, licenciado en Geografía e Historia por la Universidad de Valencia.

## Biografía
Militante del PSPV-PSOE desde 1981, ostentó diversos cargos en la dirección del partido tanto en el ámbito autonómico como en el local de la ciudad de Valencia, donde fue candidato a la alcaldía en 2003, relevando a Ana Noguera, y secretario general entre 2000 y 2007, desplazando a José Luis Ábalos. Dimitió por los malos resultados electorales de la formación a las elecciones locales bajo el liderazgo de Carmen Alborch. Fue concejal del ayuntamiento entre 1996 y 2011, y líder de la oposición al gobierno municipal de Rita Barberà de 2003 a 2007. Tras su paso por  la corporación municipal, fue designado portavoz socialista a la Diputación Provincial de Valencia, dirigiendo la oposición al presidente provincial Alfonso Rus, de 2007 a 2011.
En su etapa como jefe de la oposición en el Ayuntamiento de Valencia, criticó duramente las gestiones del PP durante el proceso de recalificación del suelo del Estadio de Mestalla y por a la visita del Papa Benedicto XVI a Valencia.
Fue elegido diputado a las Cortes Valencianas en las elecciones de 2011 y fue vicesecretario del PSPV de la provincia de Valencia así como miembro del Comitè Nacional del PSPV.
Fue nombrado subdelegado del gobierno en la provincia de Valencia el 1 de julio de 2020, siendo cesado fulminantemente el 13 de mayo de 2021 debido a su presunta implicación en una trama de corrupción urbanística.
En junio de 2025, la Unidad Central Operativa de la Guardia Civil (generalmente referida como UCO) hizo saber que según la documentación que la institución había analizado con motivo de la operación desarrollada respecto del caso Azud, Rafael Rubio habría sido destinatario de una comisión por un importe que oscilaría entre 300.000 y 750.000 euros; los cuales habrían sido entregados en efectivo.